# Henri Fauconnier

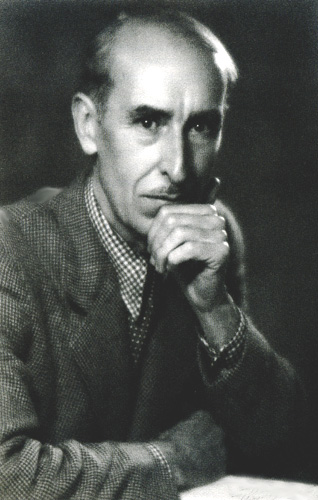
Henri Fauconnier

Henri Fauconnier (* 26. Februar 1879 in Musset, Barbezieux; † 14. April 1973 in Paris) war ein französischer Schriftsteller. 1930 erhielt er den Prix Goncourt für seinen Roman Malaisie.
Fauconnier gehörte zu einer Schriftstellergruppe in Barbezieux, der auch seine Schwester Geneviève Fauconnier (1886–1969) angehörte, die 1933 für ihren Roman Claude den Prix Femina erhielt. Weitere Mitglieder waren der Freund von Fauconnier Jacques Chardonne (1884–1968), geboren als Jacques Boutelleau und aus der de Haviland Porzellan-Dynastie (er erhielt 1932 den Grand Prix du Roman der Académie francaise für Claire), und Mitglieder der Familie Delamain (bekannt als Kognak-Hersteller). Fauconnier schrieb früh Theaterstücke, die er mit Freunden in seinem Heimatort aufführte. 1902 ging er nach dem Tod des Vaters für zwei Jahre nach England, wo er Musik unterrichtete. 1905 ging er nach Malaysia, um eine Plantage zu eröffnen und wurde aus kleinen Anfängen (auch mit finanzieller Unterstützung von Freunden) sehr erfolgreich (Gummi, Palmöl). Er diente freiwillig im Ersten Weltkrieg und kümmerte sich danach wieder um seine Plantagen. 1925 zog er in die Nähe von Tunis (er wollte nahe Frankreich sein, das Klima und die Stadt Paris gefielen ihm aber nicht). Ein Buch über Malaysia (Malaisie) gewann 1930 den Prix Goncourt. Er unterhielt einen regen Briefwechsel mit bedeutenden Schriftstellern. In den 1930er Jahren zog er wieder in seine Heimat, da er eine Invasion der Italiener in Tunesien befürchtete. 1957 unternahm er noch einmal eine Reise nach Malaysia. Er liegt in Barbezieux begraben.

## Werke (Auswahl)
- Malaisie, Stock 1930
  - Deutsche Übersetzung: Palmenhaus, Leipzig 1939
- Visions, 1938
- Lettres à Madeleine: 1914–1919, Stock, 1998